# Drużba (obwód doniecki)
Drużba (ukr. Дружба) – osiedle na Ukrainie, w obwodzie donieckim, w rejonie bachmuckim, w hromadzie Torećk. W 2001 liczyło 1860 mieszkańców, głównie rosyjskojęzycznych.